# Éric Bauthéac
Éric Bauthéac (Bagnols-sur-Cèze, 24 de agosto de 1987) é um futebolista profissional francês que atua como meia. Atualmente joga pelo AC Omonia.

## Carreira
Éric Bauthéac começou a carreira no AS Cannes.